# Edward Gibbon
Edward Gibbon (Putney, 8 de maio de 1737 – Londres, 16 de janeiro de 1794) foi um historiador inglês, autor de A História do Declínio e Queda do Império Romano.

## Vida
Nasceu em família relativamente rica, dona de uma propriedade em Hampshire. Filho único, foi educado por uma tia a partir dos 10 anos, em razão da morte de sua mãe. Teve uma saúde precária durante a infância. Aos 14 anos, o pai enviou-o para a Universidade de Oxford. Seu pai ficou alarmado quando o jovem Gibbon começou a dar sinais de simpatia pela igreja católica. Eram os tempos das controvérsias religiosas de Oxford (uma universidade onde os católicos tiveram alguma influência, apesar de reprimidos oficialmente).
Neste tempo, a religião católica em Inglaterra era reprimida. Para um digno senhor inglês, a conversão ao catolicismo no século XVIII acarretaria implicações significativas para o resto da vida. Muitas portas se lhe fechariam no futuro. Para evitar esta ocorrência, o pai de Gibbon retirou-o da universidade e enviou-o para o senhor M. Pavilliard, pastor protestante e tutor privado em Lausanne, Suíça. Ficou naquela cidade durante cinco anos, adquirindo uma vasta cultura.
A sua educação em Lausanne teria um impacto profundo e duradouro. Ele escreveu em suas memórias que, "qualquer que tenha sido o fruto da minha educação, ele deverá ser atribuído à afortunada expulsão que me colocou em Lausanne… Aquilo que sou, no espírito, na aprendizagem ou em maneiras, devo-o a Lausanne: foi nessa escola que a estátua se fez a partir do bloco de mármore". Sir Hugh Trevor-Roper disse que "sem a experiência de Lausanne não teria havido A história do declínio e queda do império romano".
Em 1757, imbuído do ceticismo iluminista, Gibbon retornou para a Inglaterra, onde foi capitão da milícia de Hampshire por dois anos. A seguir, dedicou-se aos estudos históricos e começou a escrever.
Em 1761 publicou (em francês) Ensaio sobre o estudo da literatura. Dois anos depois faz viagem pela Europa e em Roma surgiu a ideia de sua grande obra: História do declínio e queda do império romano, obra esta que cobre não somente a história da Roma imperial mas também do Império Bizantino e da Alta Idade Média ocidental.
Após a morte de seu pai em 1770, Gibbon retorna uma vez mais para a Inglaterra. Foi membro do Parlamento (1774/83) e se fez notar pela violenta oposição à independência das colônias americanas.
Depois de sete anos de trabalho, publicou a primeira parte de sua obra. Obteve sucesso imediato, apesar das polêmicas motivadas por sua interpretação nacionalista das origens do cristianismo. Em 1783 retornou para Lausanne, onde terminou sua História. Cinco anos depois publicou-a integralmente na Inglaterra. Em 1793 escreveu uma Autobiografia, que foi publicada postumamente em 1796.
Sua A História do declínio e queda do império romano é um marco na historiografia de língua inglesa. Continua a ser uma obra de referência.
Faleceu em Londres no dia 16 de janeiro de 1794. Encontra-se sepultado em St Andrew and St Mary the Virgin Churchyard, Fletching, East Sussex na Inglaterra.

## Influência
Gibbon é considerado um filho do Iluminismo e isso se reflete em seu famoso veredicto sobre a história da Idade Média: "Descrevi o triunfo da barbárie e da religião". Politicamente, ele rejeitou os movimentos igualitários radicais da época, notadamente as Revoluções Americana e Francesa, e rejeitou as aplicações excessivamente racionalistas dos direitos do homem.
O trabalho de Gibbon foi elogiado por seu estilo, seus epigramas picantes e sua ironia eficaz. Winston Churchill observou de forma memorável em My Early Life: "Eu parti ... O Declínio e Queda do Império Romano de Gibbon [e] foi imediatamente dominado tanto pela história quanto pelo estilo. ... Eu devorei Gibbon. Eu andei triunfantemente de ponta a ponta e gostei de tudo. Churchill modelou muito de seu próprio estilo literário no de Gibbon. Como Gibbon, ele se dedicou a produzir uma "narrativa histórica vívida, variando amplamente ao longo do período e do lugar e enriquecida pela análise e reflexão".

Excepcionalmente para o século 18, Gibbon nunca se contentou com relatos de segunda mão quando as fontes primárias estavam acessíveis (embora a maioria delas tenha sido extraída de edições impressas conhecidas). "Sempre me esforcei", diz ele, "para tirar da fonte; que minha curiosidade, assim como um senso de dever, sempre me incentivou a estudar os originais; e que, se às vezes escaparam à minha busca, marquei cuidadosamente a evidência secundária, de cuja fé uma passagem ou um fato foi reduzido a depender.  Nessa insistência na importância das fontes primárias, Gibbon é considerado por muitos como um dos primeiros historiadores modernos:
Em precisão, meticulosidade, lucidez e compreensão abrangente de um vasto assunto, a 'História' é insuperável. É a única história inglesa que pode ser considerada definitiva ... Quaisquer que sejam suas deficiências, o livro é artisticamente imponente e historicamente incontestável como um vasto panorama de um grande período.
O assunto da escrita de Gibbon, bem como suas idéias e estilo, influenciaram outros escritores. Além de sua influência sobre Churchill, Gibbon também foi um modelo para Isaac Asimov em sua escrita da Trilogia da Fundação, que ele disse envolver "um pouco de cribbin' das obras de Edward Gibbon".
Evelyn Waugh admirava o estilo de Gibbon, mas não seu ponto de vista secular. No romance de Waugh de 1950, Helena, o antigo autor cristão Lactâncio se preocupa com a possibilidade de "'um falso historiador, com a mente de Cícero ou Tácito e a alma de um animal', e ele acenou com a cabeça para o gibão que se preocupava com sua corrente de ouro e tagarelava por frutas".

## Principal trabalho
- A História do Declínio e Queda do Império Romano (1776-1788)

## Monografias de Gibbon
- Essai sur l’Étude de la Littérature (London: Becket & De Hondt, 1761).
- Critical Observations on the Sixth Book of [Vergil's] 'The Aeneid' (London: Elmsley, 1770).
- The History of the Decline and Fall of the Roman Empire  (vol. I, 1776; vols. II, III, 1781; vols. IV, V, VI, 1788–1789). all London: Strahan & Cadell.
- A Vindication of some passages in the fifteenth and sixteenth chapters of the History of the Decline and Fall of the Roman Empire (London: J. Dodsley, 1779).
- Mémoire Justificatif pour servir de Réponse à l’Exposé, etc. de la Cour de France (London: Harrison & Brooke, 1779).

## Outros escritos de Gibbon
- "Lettre sur le gouvernement de Berne" [Letter No. IX. Mr. Gibbon to *** on the Government of Berne], in Miscellaneous Works, First (1796) edition, vol. 1 (below). Scholars differ on the date of its composition (Norman, D.M. Low: 1758–59; Pocock: 1763–64).
- Mémoires Littéraires de la Grande-Bretagne. co-author: Georges Deyverdun (2 vols.: vol. 1, London: Becket & De Hondt, 1767; vol. 2, London: Heydinger, 1768).
- Miscellaneous Works of Edward Gibbon, Esq., ed. John Lord Sheffield (2 vols., London: Cadell & Davies, 1796; 5 vols., London: J. Murray, 1814; 3 vols., London: J. Murray, 1815). Includes Memoirs of the Life and Writings of Edward Gibbon, Esq..
- Autobiographies of Edward Gibbon, ed. John Murray (London: J. Murray, 1896). EG's complete memoirs (six drafts) from the original manuscripts.
- The Private Letters of Edward Gibbon, 2 vols., ed. Rowland E. Prothero (London: J. Murray, 1896).
- The works of Edward Gibbon, Volume 3 1906.
- Gibbon's Journal to 28 January 1763, ed. D.M. Low (London: Chatto and Windus, 1929).
- Le Journal de Gibbon à Lausanne, ed. Georges A. Bonnard (Lausanne: Librairie de l'Université, 1945).
- Miscellanea Gibboniana, eds. G.R. de Beer, L. Junod, G.A. Bonnard (Lausanne: Librairie de l'Université, 1952).
- The Letters of Edward Gibbon, 3 vols., ed. J.E. Norton (London: Cassell & Co., 1956). vol. 1: 1750–1773; vol. 2: 1774–1784; vol. 3: 1784–1794. cited as 'Norton, Letters'.
- Gibbon's Journey from Geneva to Rome, ed. G.A. Bonnard (London: Thomas Nelson and Sons, 1961). journal.
- Edward Gibbon: Memoirs of My Life, ed. G.A. Bonnard (New York: Funk & Wagnalls, 1969; 1966). portions of EG's memoirs arranged chronologically, omitting repetition.
- The English Essays of Edward Gibbon, ed. Patricia Craddock (Oxford: Clarendon Press, 1972); hb: ISBN 0-19-812496-1.